# عقرب‌ماهی‌ئیان
عقرب‌ماهی‌ئیان (به لاتین: Scorpaeninae) زیرخانواده‌ای از ماهیان پرتوباله است که از خانواده عقرب‌ماهیان در راسته عقرب‌ماهی‌سانان است که شامل عقرب‌ماهی، خروس‌ماهی و بوقلمون‌ماهی است. آنها دارای خارهای سمی در باله‌های مقعدی، پشتی و لگنی هستند که می‌تواند سبب درد شدید در انسان‌های مسموم شود. این زیرخانواده در دریاهای گرمسیری و معتدل در سراسر جهان پراکنده‌است.
عقرب‌ماهی‌ئیان به دو تبار عقرب‌ماهی‌تباران که دارای ۱۷ سرده است و خروس‌ماهی‌تباران که شامل ۵ سرده است تقسیم می‌شود.